# Holkeria
Holkeria  es un género de foraminífero bentónico de la subfamilia Endostaffellinae, de la familia Endothyridae, de la superfamilia Endothyroidea, del suborden Fusulinina y del orden Fusulinida. Su especie tipo es Rhodesina avonensis. Su rango cronoestratigráfico abarca el Viseense medio (Carbonífero inferior).

## Discusión
Clasificaciones más recientes incluyen Holkeria en el suborden Endothyrina, del orden Endothyrida, de la subclase Fusulinana de la clase Fusulinata.

## Clasificación
Holkeria incluye a las siguientes especies:
- Holkeria avonensis †
- Holkeria daggeri †
- Holkeria topleyensis †